# Меса, Хуан Крус
Хуан Крус Меса (исп. Juan Cruz Meza; родился 14 марта 2008) — аргентинский футболист, атакующий полузащитник клуба «Ривер Плейт».

## Клубная карьера
Уроженец Каа Кати (провинция Корриентес), Меса является воспитанником футбольной академии клуба «Ривер Плейт». В июне 2024 года подписал свой первый профессиональный контракт. 13 июля 2025 года дебютировал в основном составе «Ривер Плейта», выйдя на замену в матче аргентинской Примеры против клуба «Платенсе».

## Карьера в сборной
Выступал за сборные Аргентины до 16 и до 17 лет.

## Личная жизнь
Брат Максимильяно также является профессиональным футболистом.